# Another Day in Paradise (Brandy- és Ray J-dal)
Az Another Day in Paradise Brandy amerikai énekesnő és öccse, Ray J duettje. Phil Collins azonos című számának feldolgozása. Ez volt az első kislemez az Urban Renewal című albumról, melyet Phil Collins tiszteletére adtak ki és melyen R&B- és hiphopelőadók Collins dalait dolgozzák fel. A dal később felkerült Brandy következő albumának, a Full Moonnak az európai kiadására. Az USA-ban a kislemez nem jelent meg.
A dal producere Guy Roche, a remixet azonban, melynek a Stargate a producere, jóval többet játszották a rádiók és tévécsatornák.
A dal nagy sikert aratott, a top 10-be került a belga, brit, holland, ír, német, norvég, osztrák, svájci és svéd slágerlistán, és a 11. helyig jutott Ausztráliában és Franciaországban. Aranylemez lett Ausztráliában (35 000 eladott példány), Franciaországban (100 000), Németországban (150 000) és Svájcban (25 000).

## Számlista
CD kislemez (Németország)
1. Another Day in Paradise (R&B Version) – 4:32
2. Another Day in Paradise (Stargate Mix) – 4:19

CD maxi kislemez (Egyesült Királyság)
1. Another Day in Paradise (Stargate Mix) – 4:21
2. Another Day in Paradise (Knee Deep Remix) – 6:28
3. Another Day in Paradise (Black Legend vs. J-Reverse Club Mix) – 7:54

CD maxi kislemez (Németország)
1. Another Day in Paradise (R&B Version) – 4:32
2. Another Day in Paradise (Stargate Mix) – 4:19
3. Another Day in Paradise (Stargate Classic Club) – 4:22
4. Another Day in Paradise (Knee Deep Remix) – 6:28
5. Another Day in Paradise (Black Legend VS. J-Reverse Club Mix) – 7:54

12" kislemez (Egyesült Királyság, Németország)
1. Another Day in Paradise (Knee Deep Remix) – 6:28
2. Another Day in Paradise (Black Legend vs. J-Reverse Club Mix) – 7:54

## Helyezések
| Slágerlista (2001)            | Legmagasabb helyezés |
| ----------------------------- | -------------------- |
| Ausztrál ARIA kislemezlista   | 11                   |
| Belga kislemezlista           | 7                    |
| Brit kislemezlista            | 4                    |
| Európai kislemezlista         | 2                    |
| Francia kislemezlista         | 11                   |
| Holland kislemezlista         | 6                    |
| Ír kislemezlista              | 4                    |
| Német kislemezlista           | 2                    |
| Norvég kislemezlista          | 4                    |
| Osztrák kislemezlista         | 5                    |
| Svájci kislemezlista          | 3                    |
| Svéd kislemezlista            | 4                    |
| Új-zélandi kislemezlista      | 29                   |
| World Singles Top 100         | 8                    |
| World Singles Airplay Top 100 | 4                    |